# Rio dos Patos (Ivaí)
Der Rio dos Patos ist der etwa 125 km lange rechte Quellfluss des Rio Ivaí in der Mitte des brasilianischen Bundesstaats Paraná.

## Geografie

### Lage
Das Einzugsgebiet des Rio dos Patos befindet sich auf dem Segundo Planalto Paranaense (Zweite oder Ponta Grossa-Hochebene von Paraná).

### Verlauf
Sein Quellgebiet liegt im Munizip Irati auf 945 m Meereshöhe in den östlichen Ausläufern der Serra da Esperança etwa 8 km nördlich der Stadtmitte von Inácio Martins. Es liegt in der Nähe der PR-364 an der östlichen Grenze der Área de Proteção Ambiental (APA) da Serra da Esperança (Umweltschutzgebiet Serra da Esperança).
Der Fluss verläuft auf den ersten 30 Kilometern in nordöstlicher Richtung. Dann wendet er sich nach Norden, quert die BR-277 und fließt östlich am Stadtgebiet von Prudentópolis vorbei, wo er von der BR-373 überquert wird. Unterhalb der Brücke bildet er mit dem Salto dos Patos einen der vielen Wasserfälle von Prudentópolis. Es folgen weitere Wasserfälle wie der Salto do Manduri und der Salto do Barão do Rio Branco schon an der Grenze zum Munizip Guamiranga. Hier tritt er in den zwei Kilometer langen Cânion do Rio dos Patos ein.   
Er fließt auf der Grenze zwischen den Munizipien Prudentópolis und Guamiranga von rechts mit dem Rio São João zusammen und bildet den Rio Ivaí. Er mündet auf 506 m Höhe. Die Entfernung zwischen Ursprung und Mündung beträgt 57 km. Er ist etwa 125 km lang.

### Zuflüsse
links:
- Rio Barra Bonita
- Arroio Barra do Salseiro
- Rio Prêto
- Rio da Ronda
- Rio São Gregório

rechts:
- Ribeirão da Areia
- Arroio Manduri
- Rio Ponte Alta
- Rio Riozinho
- Arroio dos Touros.[4]

### Munizipien im Einzugsgebiet
Am Rio dos Patos liegen xxxx Munizpien
- Irati (rechts)
- Prudentópolis
- Guamiranga (rechts).